# St. Leonhard (Tholbath)

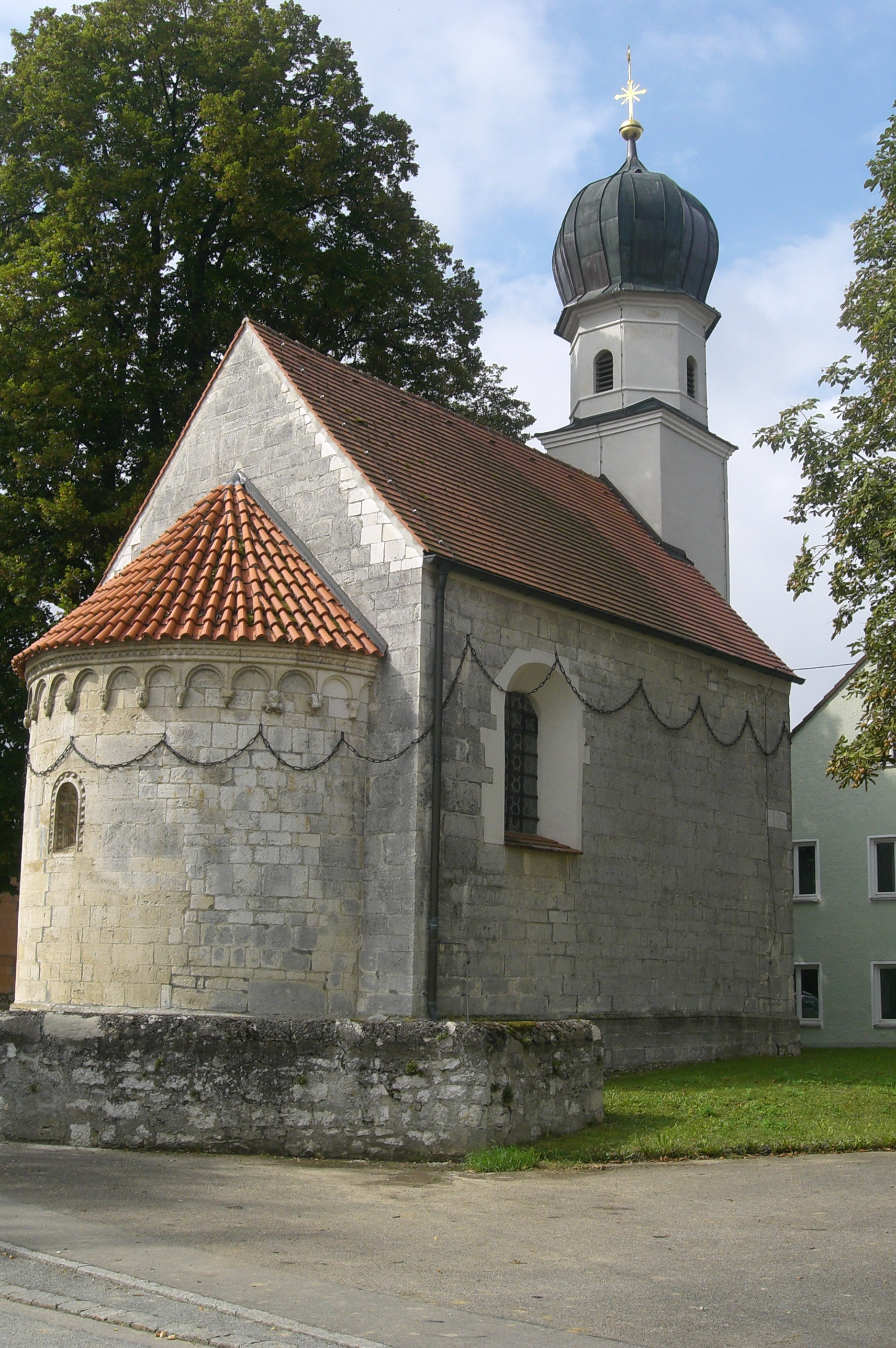
Kirche St. Leonhard von Nordosten

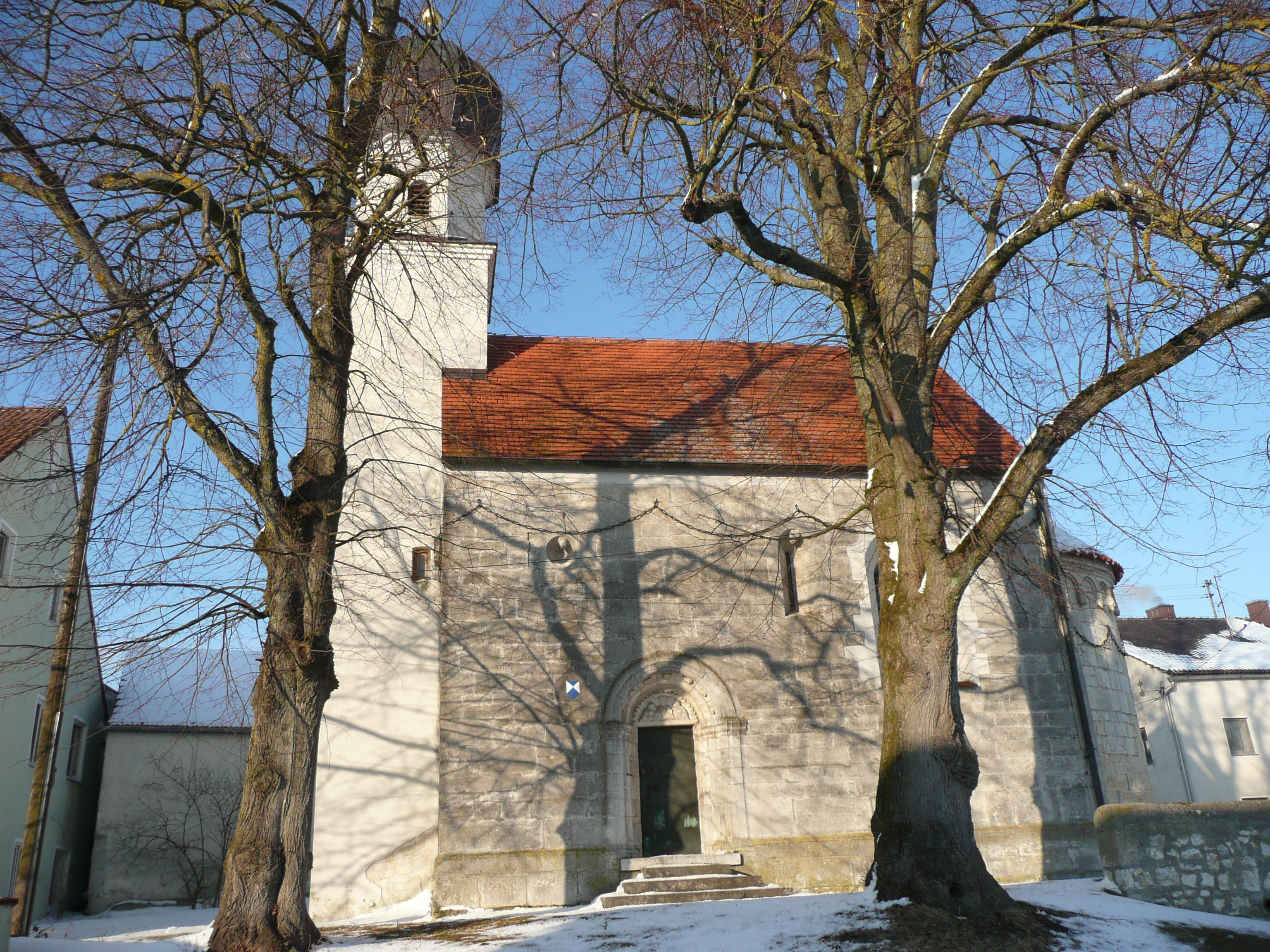
Die Kirche von Süden

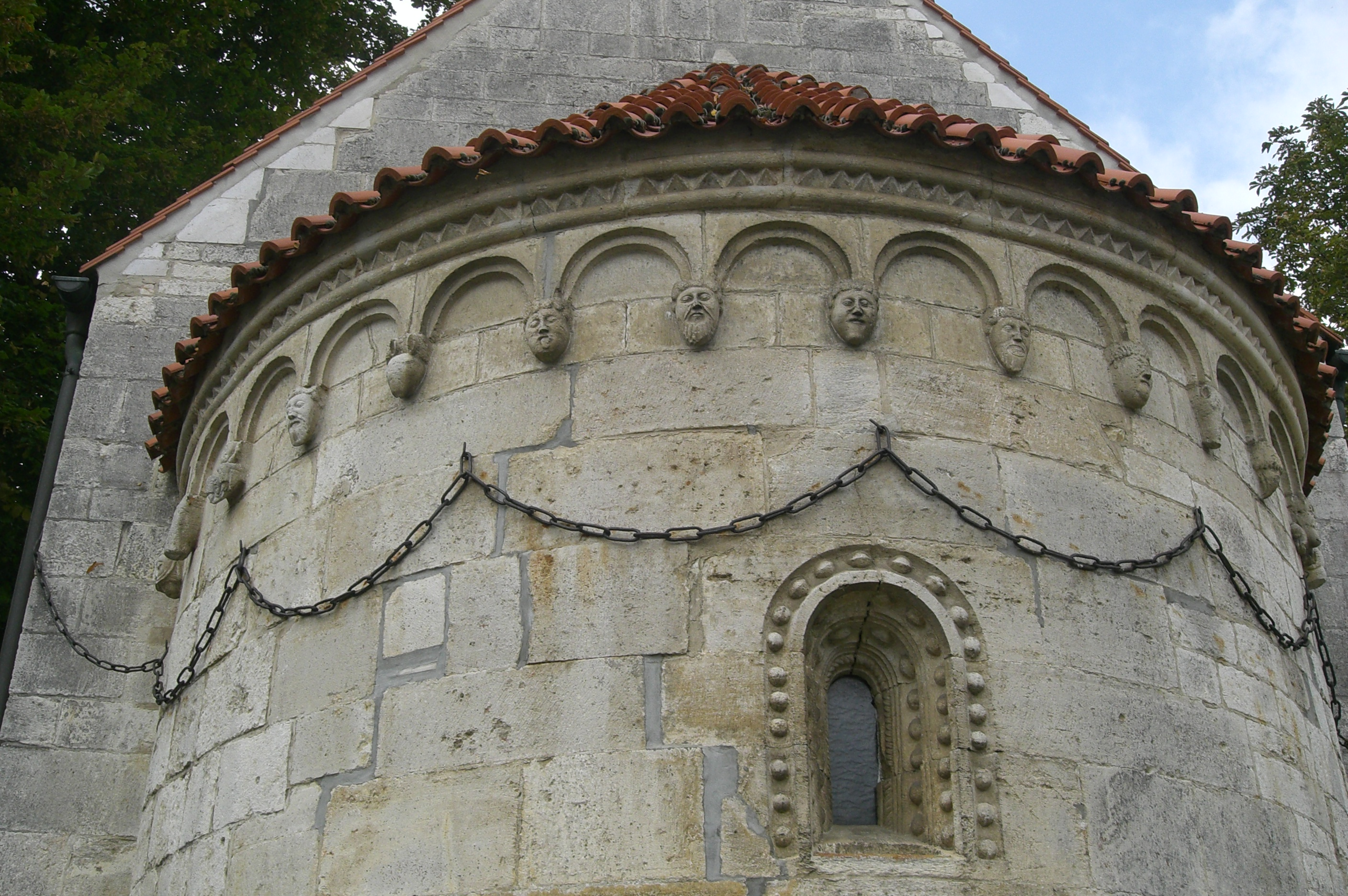
Rundbogenfries an der Apsis mit den Menschen- und Tierköpfen

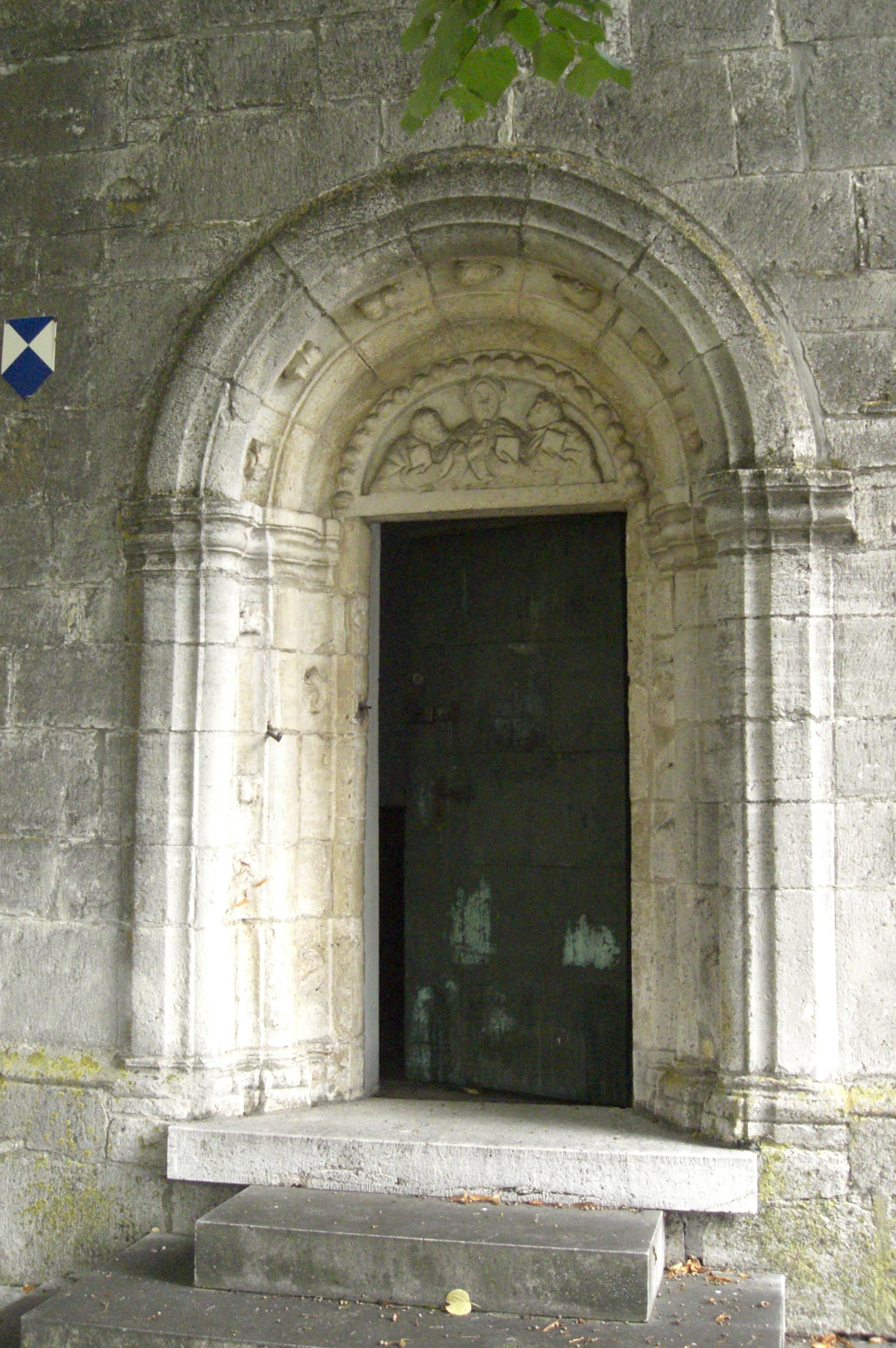
Das Portal auf der Südseite

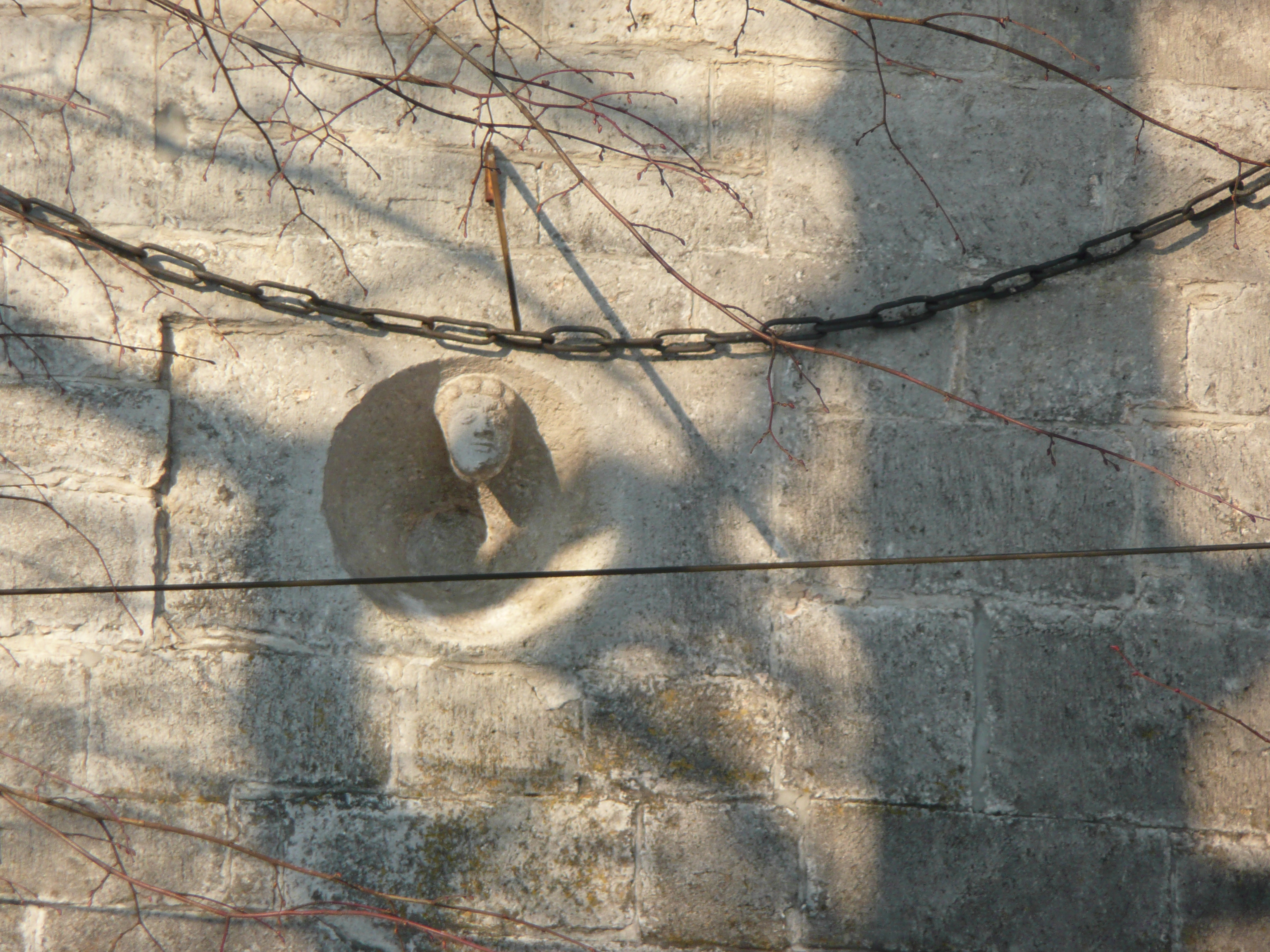
„Sonnengucker“ über dem Portal

Die „Kettenkirche“ St. Leonhard ist eine Leonhard von Limoges geweihte, aus der Zeit der Romanik stammende Filialkirche und ehemalige Wallfahrtskirche in Tholbath, einem Gemeindeteil von Großmehring im südöstlichen Landkreis Eichstätt im Naturpark Altmühltal (Bayern).

## Geschichte
Kirchlich bildete Tholbath seit alters her, nachgewiesen für 1559, eine Filiale der Pfarrei Theißing im Bistum Regensburg. Der Sakralbau des Dorfes, die „Kettenkirche“ St. Leonhard, ist „eine der interessantesten romanischen Bauten der Umgebung Ingolstadts.“ Sie wurde vom Eichstätter Bischof Otto zwischen 1183 und 1195 geweiht und wird als Überbleibsel einer Burganlage des Ortsadels angesehen. Die 95 Steinmetzzeichen vor allem an der Südostseite des Chores lassen vermuten, dass die Regensburger Dombauhütte am Bau beteiligt war und etwa die Hälfte der Steinmetzen aus Italien stammte.

## Baubeschreibung
Die Saalkirche aus regelmäßigen Kalkstein-Quadern hat im Osten einen eingezogenen, halbrunden Chor mit Halbkuppel. Der runde Chorbogen sitzt auf romanischen Chorbogen-Pfosten mit Kalkssteinkämpfern auf. Das Langhaus ist flachgedeckt. Dessen Grundriss misst außen 8,5 mal 6,5 und innen 6,5 mal 4,5 Meter, die Mauerhöhe beträgt beim Langhaus sechs und bei der Apsis fünf Meter. Der aus Kalkstein gemeißelte Rundbogenfries außen am Chor ruht auf 15 unterschiedlich gestalteten Menschen- und Tierköpfen. Das Gewände des romanischen Chorfensters, dem mittleren von ursprünglich drei Fenstern, ist dreifach gestuft mit Halbkugelreihen aus Kalkstein.
Die Fenster des Langhauses wurden in der Barockzeit (18. Jahrhundert) ausgebrochen. Dagegen wurden schmale romanische Fenster zugemauert.
Das Portal der Kirche befindet sich auf der Südseite. Es besteht aus zwei Säulenreihen mit „unförmigen“ kletternden Tieren (Löwen). Im Rundbogen der Portalwölbung haben sich die Tierfiguren und ein Männerkopf noch erhalten, während an den Seiten des Portals nur noch Reste dieser Figuren zu sehen sind. Das Tympanon besteht aus einem Relief, das den lehrenden Christus mit einem Buch zeigt, flankiert von zwei Männern ebenfalls mit Büchern und deshalb als Evangelisten gedeutet. Im Scheitelbogen des zugemauerten romanischen Fensters oberhalb des Portals ist ein bärtiger Wächterkopf zu sehen. Auf der Westseite erhielt die Kirche 1907 als Ersatz für einen 1861 abgebrochenen Dachreiter einen quadratischen Turm mit aufgesetztem Oktogon, bekrönt von einer neubarocken Zwiebelhaube. Die an der Nordostseite angebaute Sakristei wurde ebenfalls 1861 entfernt und durch eine Sakristei im Untergeschoss des Turmes ersetzt.

## Besonderheiten
- Die in Höhe des Dachaufsatzes rund um die Kirche girlandenartig aufgehängte Eisenkette erinnert an die jahrhundertealte Leonhardswallfahrt. Am Leonharditag (6. November) fand hier bis 1940 eine Pferdesegnung statt. Votivgaben, blecherne Pferdchen, die an dieser Kette hingen, sind heute verschwunden.[8] Wann die Kette angebracht wurde, ist nicht überliefert; die älteste Zeichnung des Kirchleins von 1844 zeigt sie mit Kette, eine Zeichnung von 1890 ohne Kette.[9]
- An der Westwand ist in etwa fünf Meter Höhe eine kopflose Figur mit einem Stab in der Rechten eingemauert, die wohl den hl. Leonhard oder den hl. Laurentius als früheren Kirchenpatron darstellt.[10]
- Über dem Portal befindet sich vermutlich eine der ältesten, jedoch nicht mehr vollständig erhaltenen Sonnenuhren Deutschlands.
- Im Unterbau des Turmes wird ein früher an der Westseite eingemauerter Grabstein eines römischen Legionärs auf dem Marsch (mit heute fehlendem linken Bein) aufbewahrt.[11]
- Gemäß der Haager Konvention von 1954 ist die Kirche in die Liste der schützenswerten Kulturgüter aufgenommen.[12]

## Ausstattung

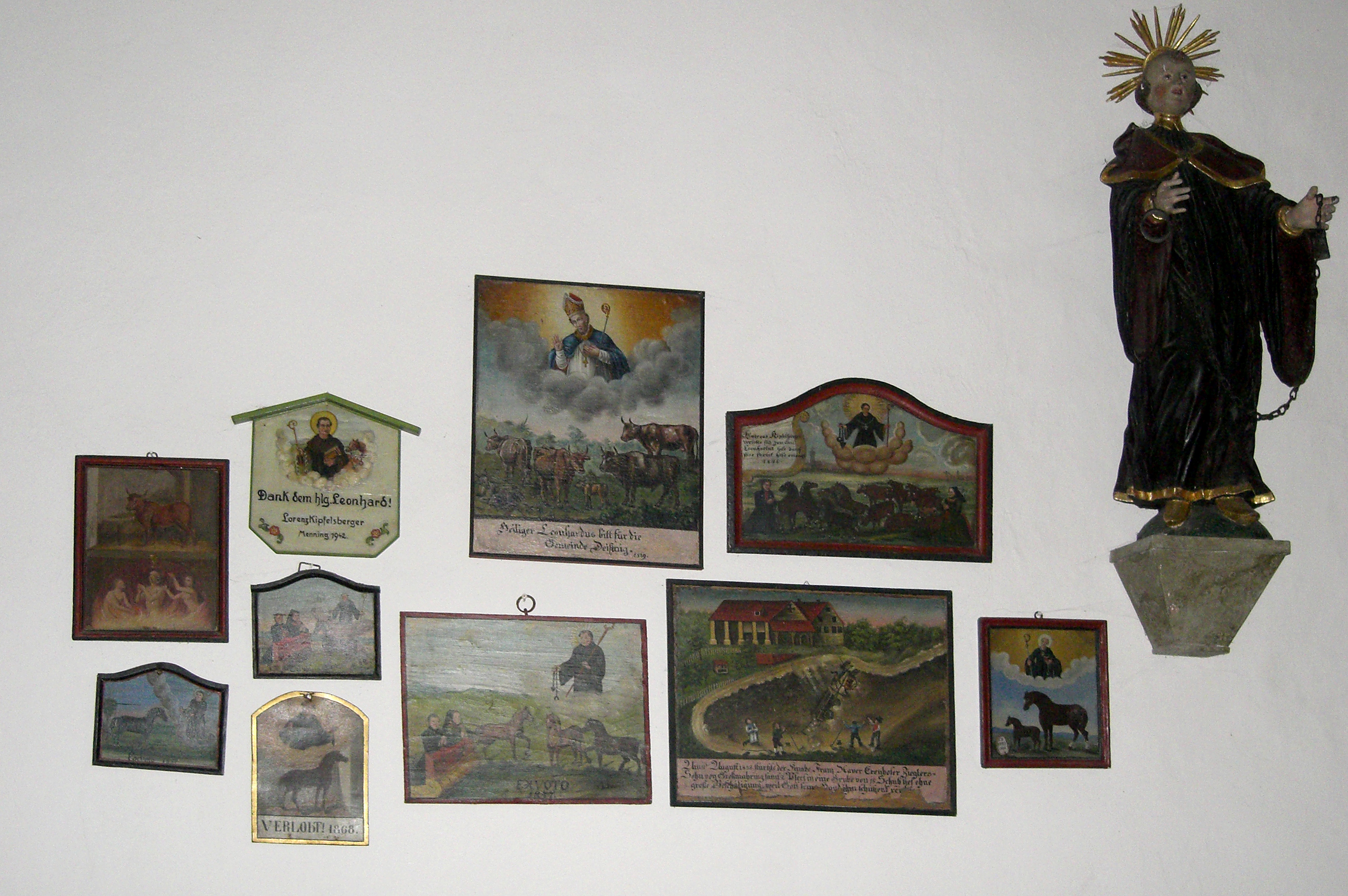
Votivbilder und St.-Leonhard-Figur

Das Altarbild des über einem alten steinernen Blockaltar aufgebauten kleinen, mit reichem Schnitzwerk verzierten viersäuligen Barockaltars (um 1760/70) zeigt ein wohl zeitgleich entstandenes Ölgemälde mit dem Kirchenpatron in Mönchskleidung vor einem Kloster, vermutlich dem Kloster Scheyern. Die beiden flankierenden barocken Holzfiguren stellen die römischen Märtyrer und Wetterpatrone Johannes und Paulus dar. Die vor dem Chor stehenden Prozessionsstangen zeigen kniende, Kerzenleuchter haltende Engel in Chorkleidung (aus Holz; um 1640/50). An Figuren birgt die Kirche außerdem eine Madonna aus der Barockzeit und zwei Leonhard-Statuen. Der Kreuzweg wurde von unbekannter Hand 1760/70 gemalt. Die zehn Votivtafeln an der nördlichen Innenwand wurden insbesondere bei Viehkrankheiten dem hl. Leonhard als Viehpatron dargebracht; sie sind zwischen 1838 und 1942 gemalt worden. Das Wandkreuz über dem Eingang an der Südwand stammt aus dem letzten Jahrzehnt des 18. Jahrhunderts.

## Sage
Um die Entstehung der Kirche rankt sich folgende Sage:
Einst lebten in Tholbath und Weißendorf zwei Riesen, die sich jeweils eine Kirche bauten. Dadurch kam es zu einem Wettstreit, wessen Kirche zuerst fertig würde. Als der Weißendorfer Riese sah, dass die Kirche in Tholbath schon fast fertig war, schleuderte er einen Stein auf sie. Er verfehlte sie jedoch und traf stattdessen den anderen Riesen, der dadurch ein Bein verlor – daher der Grabstein mit dem (scheinbar) einbeinigen Mann darauf.